# Anton Blasbichler
Anton Blasbichler (* 18. Februar 1972 in Brixen) ist ein italienischer Naturbahnrodler. Er wurde zweimal Weltmeister im Einsitzer, dreimal Weltmeister im Mannschaftswettbewerb und zweimal Europameister im Einsitzer. Mit 20 Siegen in Weltcuprennen gewann er bisher viermal den Gesamtweltcup im Einsitzer. In den ersten 19 Weltcupsaisonen von 1992/1993 bis 2010/2011 klassierte er sich immer unter den besten acht im Einsitzer-Gesamtweltcup und war nur dreimal nicht unter den besten fünf.

## Karriere
Blasbichler gehört der Sportgruppe des italienischen Heeres (Corpo Sportivo dell’Esercito Italiano) an und ist seit 1989 Mitglied der italienischen Naturbahnrodel-Nationalmannschaft. Die ersten internationalen Erfolge feierte er bei den Junioreneuropameisterschaften 1990 und 1991, als er gemeinsam mit seinem Bruder Christian zweimal Silber im Doppelsitzer gewann und 1991 zudem Gold im Einsitzer holte.
In der Allgemeinen Klasse startet Blasbichler fast ausschließlich im Einsitzer. Nachdem er bei der Europameisterschaft 1991 als Sechster und der Weltmeisterschaft 1992 als Vierter noch ohne Medaille geblieben war, wurde er 1993 in Stein an der Enns Europameister. Im selben Winter belegte er mit einem zweiten Platz in Welschnofen als bestes Rennergebnis den fünften Gesamtrang im erstmals ausgetragenen Weltcup. Den ersten Weltcupsieg feierte Blasbichler am 27. Februar 1994 in Moskau, womit er im Gesamtweltcup der Saison 1993/1994 den dritten Platz erreichte. Die Saison 1994/1995 beendete er ebenfalls mit einem Sieg an vierter Position. Bei den Titelkämpfen erreichte er in den Jahren 1994 und 1995 allerdings keine vorderen Platzierungen: Bei der Weltmeisterschaft 1994 in Gsies wurde er Achter und bei der Europameisterschaft 1995 in Kandalakscha Zehnter. In der Saison 1995/1996 sicherte sich Blasbichler mit drei Rennsiegen und weiteren zwei Podestplätzen zum ersten Mal den Gesamtweltcupsieg, vor dem Österreicher Gerhard Pilz, der ebenfalls drei Rennen gewann. In der Saison 1996/1997 gewann Blasbichler wieder drei Rennen und damit zum zweiten Mal den Gesamtweltcup, diesmal vor seinem Landsmann Martin Gruber. In diesem Winter bestritt er mit Martin Psenner auch mehrere Weltcuprennen im Doppelsitzer und erreichte mit ihm zwei Podestplätze. Bei der Weltmeisterschaft 1996 in Oberperfuss und bei der Weltmeisterschaft 1998 in Rautavaara gewann er die Silbermedaille, 1998 zeitgleich mit Martin Gruber. Bei der Europameisterschaft 1997 wurde er Vierter.
In der Weltcupsaison 1997/1998 blieb Blasbichler erstmals seit fünf Jahren ohne Sieg und fiel auf den vierten Gesamtrang zurück. In der Saison 1998/1999 erreichte er wieder zwei Siege in Canale d’Agordo und Aurach und damit den zweiten Platz im Gesamtweltcup. Der Weltcupsieger Reinhard Gruber hatte dieselbe Punkteanzahl wie Blasbichler, gewann die Gesamtwertung aber aufgrund des besseren Streichresultates. Im Februar 1999 wurde Blasbichler in Szczyrk zum zweiten Mal Europameister und im Januar 2000 gewann er die Bronzemedaille bei der Weltmeisterschaft in Olang. Im folgenden Jahr gewann der Italiener seine ersten Weltmeistertitel. Er siegte bei der Weltmeisterschaft 2001 in Stein an der Enns sowohl im Einsitzer als auch im erstmals ausgetragenen Mannschaftswettbewerb. Im Weltcup erzielte Blasbichler in den Saisonen 1999/2000 und 2000/2001 mit jeweils einem Sieg und weiteren drei Podestplätzen den dritten bzw. zweiten Gesamtrang. In den nächsten beiden Jahren blieb er ohne Sieg und belegte in der Saison 2001/2002 mit vier Podestplätzen den dritten Gesamtrang und in der Saison 2002/2003 mit zwei Podestplätzen den vierten Gesamtrang. Bei der Europameisterschaft 2002 wurde er Sechster und bei der Weltmeisterschaft 2003 Vierter.
Mit vier Siegen in den ersten vier Saisonrennen sicherte sich Blasbichler im Winter 2003/2004 zum insgesamt dritten Mal und zum ersten Mal seit sieben Jahren den Gesamtweltcupsieg. Bei der Europameisterschaft 2004 in Hüttau blieb er als Fünfter jedoch ohne Medaille. Auch in der Saison 2004/2005 gewann er die ersten vier Rennen und damit zum vierten Mal den Gesamtweltcup. Diesmal fuhr er auch beim Saisonhöhepunkt, der Weltmeisterschaft in Latsch, wieder an die Spitze. Er wurde Weltmeister im Einsitzer und gewann zudem die Bronzemedaille im Mannschaftswettbewerb. Zudem wurde er von 2003 bis 2005 dreimal in Folge Italienischer Meister. Nach diesen beiden erfolgreichen Saisonen gewann Blasbichler bisher keine weiteren Weltcuprennen und auch Podestplätze erreichte er nur noch selten. Im Winter 2005/2006 fuhr er nur einmal auf das Podest, kam aber dreimal auf Platz vier und damit auf Rang fünf im Gesamtweltcup. In der Saison 2006/2007 waren zwei vierte Plätze seine besten Resultate. Im Endklassement belegte er den siebenten Platz und kam damit in der 15. Weltcupsaison zum ersten Mal nicht unter die besten fünf im Gesamtweltcup. Auch bei den Medaillenentscheidungen blieb er in diesen Jahren erfolglos. Bei der Europameisterschaft 2006 belegte er Platz neun und bei der Weltmeisterschaft 2007 nur Rang zwölf.
Die Saison 2007/2008 begann Blasbichler mit einem zweiten Rang in Moos in Passeier. Danach kam er aber nur noch zweimal unter die besten zehn und somit auf Rang sechs im Gesamtweltcup. Ein großer Erfolg gelang ihm aber bei der Europameisterschaft 2008 in Olang, wo er einen Tag vor seinem 36. Geburtstag mit nur 18 Hundertstelsekunden Rückstand auf den Österreicher Robert Batkowski die Silbermedaille gewann. In der Weltcupsaison 2008/2009 fiel Blasbichler mit nur einem Top-5-Ergebnis auf den achten Gesamtrang zurück, aber in der Saison 2009/2010 konnte er sich mit vier vierten und einem fünften Platz wieder auf Rang vier im Gesamtweltcup verbessern, wobei er nur einen Punkt hinter dem Drittplatzierten Gernot Schwab blieb. Bei der Weltmeisterschaft 2009 in Moos in Passeier erzielte Blasbichler zwar im Einsitzer nur den elften Rang, wurde aber zum zweiten Mal in seiner Karriere Mannschafts-Weltmeister. Bei der Europameisterschaft 2010 in St. Sebastian gewann er die Bronzemedaille im Einsitzer, 17 Jahre nachdem er seine erste EM-Medaille gewonnen hatte.
Am 23. Januar 2011 stand Blasbichler im vierten Weltcuprennen der Saison 2010/2011 in Kindberg als Dritter erstmals seit über drei Jahren wieder auf dem Podest. Auch in den beiden letzten Weltcuprennen des Winters fuhr er unter die schnellsten drei, womit der mittlerweile 39-Jährige den dritten Platz im Gesamtweltcup erreichte – seine beste Gesamtplatzierung seit sechs Jahren. Bei der Weltmeisterschaft 2011 im Umhausen wurde er zum dritten Mal Mannschaftsweltmeister; im Einsitzer belegte er den achten Platz. In der Saison 2011/2012 fiel Blasbichler auf den 16. Platz im Gesamtweltcup zurück, da er in diesem Winter nur in drei der sechs Weltcuprennen am Start war. Er war damit zum ersten Mal seit der ersten Austragung des Weltcups im Winter 1992/1993 nicht unter den besten acht des Gesamtklassements. Bei der Europameisterschaft 2012 in Nowouralsk wurde er Fünfter im Einsitzer und Vierter im Mannschaftswettbewerb.

## Erfolge

### Weltmeisterschaften
- Bad Goisern 1992: 4. Einsitzer
- Gsies 1994: 8. Einsitzer
- Oberperfuss 1996: 2. Einsitzer
- Rautavaara 1998: 2. Einsitzer
- Olang 2000: 3. Einsitzer
- Stein an der Enns 2001: 1. Einsitzer, 1. Mannschaft
- Železniki 2003: 4. Einsitzer
- Latsch 2005: 1. Einsitzer, 3. Mannschaft
- Grande Prairie 2007: 12. Einsitzer
- Moos in Passeier 2009: 11. Einsitzer, 1. Mannschaft
- Umhausen 2011: 8. Einsitzer, 1. Mannschaft
- Sankt Sebastian 2015: 7. Einsitzer

### Europameisterschaften
- Völs 1991: 6. Einsitzer
- Stein an der Enns 1993: 1. Einsitzer
- Kandalakscha 1995: 10. Einsitzer
- Moos in Passeier 1997: 4. Einsitzer
- Szczyrk 1999: 1. Einsitzer
- Frantschach 2002: 6. Einsitzer
- Hüttau 2004: 5. Einsitzer
- Umhausen 2006: 9. Einsitzer
- Olang 2008: 2. Einsitzer
- St. Sebastian 2010: 3. Einsitzer
- Nowouralsk 2012: 5. Einsitzer, 4. Mannschaft
- Umhausen 2014: 4. Einsitzer

### Junioreneuropameisterschaften
- Bruck 1989: 7. Einsitzer
- Železniki 1990: 4. Einsitzer, 2. Doppelsitzer
- Kandalakscha 1991: 1. Einsitzer, 2. Doppelsitzer

### Weltcup
- 4× Gesamtweltcupsieg im Einsitzer in den Saisonen 1995/1996, 1996/1997, 2003/2004 und 2004/2005
- 2× 2. Platz im Einsitzer-Gesamtweltcup in den Saisonen 1998/1999 und 2000/2001
- 4× 3. Platz im Einsitzer-Gesamtweltcup in den Saisonen 1993/1994, 1999/2000, 2001/2002 und 2010/2011
- 2 Podestplätze im Doppelsitzer
- 51 Podestplätze im Einsitzer, davon 20 Siege:

| Datum            | Ort                    | Land        |
| ---------------- | ---------------------- | ----------- |
| 27. Februar 1994 | Moskau                 | Russland    |
| 12. Februar 1995 | Stein an der Enns      | Österreich  |
| 19. Januar 1996  | Landskron              | Österreich  |
| 21. Januar 1996  | Landskron              | Österreich  |
| 4. Februar 1996  | Latsch                 | Italien     |
| 24. Januar 1997  | Toblach                | Italien     |
| 9. Februar 1997  | Obdach                 | Österreich  |
| 16. Februar 1997 | Garmisch-Partenkirchen | Deutschland |
| 24. Januar 1999  | Canale d’Agordo        | Italien     |
| 7. Februar 1999  | Aurach                 | Österreich  |

| Datum               | Ort                    | Land        |
| ------------------- | ---------------------- | ----------- |
| 20. Februar 2000    | Železniki              | Slowenien   |
| 7. Januar 2001      | Unterammergau          | Deutschland |
| 14. Dezember 2003   | Olang                  | Italien     |
| 6. Januar 2004      | Grande Prairie         | Kanada      |
| 18. Januar 2004     | Garmisch-Partenkirchen | Deutschland |
| 25. Januar 2004     | Moskau                 | Russland    |
| 18. Dezember 2004 * | Campill                | Italien     |
| 9. Januar 2005      | Unterammergau          | Deutschland |
| 14. Januar 2005     | Oberperfuss            | Österreich  |
| 15. Januar 2005     | Oberperfuss            | Österreich  |

* zeitgleich mit Patrick Pigneter

### Italienische Meisterschaften
- Italienischer Meister im Einsitzer 2003, 2004 und 2005